# تیمور بختیار
تیمور بختیار (۱۲۹۳ – ۲۵ مرداد ۱۳۴۹) سپهبد نیروی زمینی شاهنشاهی و از بنیانگذارانِ ساواک (سازمان اطلاعات و امنیت کشور) و نخستین رئیس آن سازمان از ۲۱ اسفند ۱۳۳۵ تا ۷ اسفند ۱۳۳۹ بود. وی پس از اختلاف با محمدرضا شاه و اتهام خیانت به کشور، به اعدام غیابی محکوم و توسط مامورانِ ساواک در ۲۵ مرداد سال ۱۳۴۹، در دیالهٔ عراق به قتل رسید. او در سال ۱۳۴۶ تا ۱۳۴۷ با همکاری صدام حسین و رژیم بعث در حال تشکیل گروهی برای کودتا علیه شاه بود که با قتل او توسط ساواک خنثی شد.

## زندگی شخصی و تحصیلات
تیمور بختیار در جریان جنگ اول جهانی، در ۱۲۹۳ خورشیدی در قلعه دزک در استان چهارمحال و بختیاری زاده شد. خانوادهٔ بختیار از خان‌های بختیاری بودند. پدرش فتحعلی‌خان سردار معظم، سه دوره هشتم، نهم و دهم مجلس شورای ملی به نمایندگی از ایل بختیاری و مردم شهرکرد نمایندهٔ مجلس شورای ملی و از خان‌های بختیاری و نوهٔ لطفعلی خان امیر مفخم (دو دوره وزیر جنگ ایران در دوران قاجار) بود. مادرش بی‌بی کوکب بختیار دختر نصیرخان سردار جنگ، حاکم شهرهای اصفهان، کرمان و یزد و نماینده دوره چهارم شهرکرد در مجلس شورای ملی از خان‌های سرشناس ایل بختیاری بود. او از زنان فرهنگ‌دوست و دانش‌پرور و اولین بانوی سفرنامه‌نویس ایران بود که خاطرات سفرهایش به شهرها و کشورهای مختلف را در قالب کتاب ثبت و منتشر کرد.
همسر نخستِ بختیار؛ ایران‌خانم نام داشت و دخترِ یکی از قدرتمندترین سران ایل بختیاری؛ سردار ظفر بختیاری بود. همسر دوم وی «قدرت‌خانم» همسر سرهنگ یمینی بود که بختیار به او دلباخته می‌شود و سرانجام با وی ازدواج می‌کند.
سومین همسر بختیار پوران بود، که با وی نیز اقدام به ایجاد رابطه نمود و این ارتباط باعث جدایی پوران از همسرش عباس شاپوری گردید.
در آن زمان، بختیاری‌ها در سیاستِ ایران بسیار اثرگذار بودند. ثریا اسفندیاری بختیاری و شاپور بختیار هر دو از عموزادگانِ تیمور بختیار بودند.
تیمور تحصیلاتِ خود را تا سیکل در اصفهان گذراند و سپس همراه با پسر عمویش شاپور بختیار برای ادامه تحصیل به بیروت رفت و در مدرسهٔ سن ژوزف مشغول به تحصیل شد. در آن زمان، بسیاری از ایرانیان هوادارِ فرهنگِ فرانسه (فرانکوفیل) بودند؛ از جمله: امیرعباس هویدا و حسن پاکروان. وی سپس راهی فرانسه شد و در مدرسهٔ نظامی سن سیر از ۱۹۲۸ تا ۱۹۳۳ تحصیل کرد. بختیار این مدرسه را با درجهٔ ستوان دوم به پایان رساند و پس از دو سال به ایران بازگشت. پس از بازگشت به ایران در سال ۱۳۱۲ در آکادمی نظامی تهران مشغول به تحصیل و در سال ۱۳۱۵ وارد هنگ محله جمشیدآباد تهران شد.

## فعالیتهای نظامی

تیمور بختیار هنگام دستگیری حسین فاطمی (نشسته)

تیمور پس از مدتی برای ادامه خدمت با درجهٔ ستوان یکمی به زاهدان منتقل شد. مقارن جنگ دوم جهانی وی به اصفهان منتقل شد و سپس در ۱۳۲۱ با درجهٔ سروانی به تهران بازگشت و در ۱۳۲۵ به فرماندهی هنگ رسید.
تیمور بختیار در سال ۱۳۲۵ در ختم غائله آذربایجان حضور داشته و از فرماندهان هنگ سوار حمله بود. وی در سال ۱۳۲۶ وارد دانشگاه جنگ شد و دورهٔ دافوس را گذراند. بختیار در همین سال به درجهٔ سرهنگ دومی و در سال ۱۳۲۹ به درجهٔ سرهنگی نائل آمد و فرمانده تیپ ۳ کوهستانی گردید. او در سال ۱۳۳۱ شورش ابوالقاسم خان بختیار عموی خود را در اصفهان دفع کرد و به پاس این موفقیت فرمانده تیپ زرهی کرمانشاه شد.

## کودتای ۲۸ مرداد
بختیار ده روز پیش از کودتای ۲۸ مرداد به فرماندهی تیپ کرمانشاه منصوب شد. وی از افرادی بود که ضمن قبول مشارکت در این کودتا اعلام آمادگی کرد که در صورت نیاز همراه با تیپ کرمانشاه به تهران بیاید. ارتشبد رضا عظیمی این ادعای بختیار را رد کرده و بر این نظر است که وی در آن موقع هنوز تیپ خود را کامل تحویل نگرفته بود که توان اعزام آن را به تهران داشته باشد.
در اسفند ماه ۱۳۳۲ پس از اینکه مشخص شد سرلشکر فرهاد دادستان در فرمانداری نظامی اقدامات مورد نیاز کودتاگران ار در برخورد با مخالفان انجام دهد، فضل‌الله زاهدی، تیمور بختیار با ارتقا به درجهٔ سرتیپی و انتصاب به فرماندهی لشکر ۲ زرهی مرکز، فرماندار نظامی تهران کرد تا برخوردها با مخالفان کودتا شدت بگیرد تیمور بختیار در سال ۱۳۳۳، تشکیلات زیرزمینی حزب توده را در ارتش، شهربانی و ژاندارمری کشف و شبکهٔ افسران توده‌ای را به‌شدت سرکوب کرد.
یکی از اولین موفقیت‌های وی در مقامِ فرماندارِ نظامیِ تهران، دستگیریِ حسین فاطمی وزیر امور خارجهٔ دولتِ مصدق بود که در جریان‌های پس از کودتای ۲۵ مرداد به مخالفت با این اقدام پرداخته بود.
بختیار با برپاییِ یک کمپین گسترده علیه حزب کمونیست توده، ۲۴ تن از رهبرانِ این حزب را شتابزده محاکمه و اعدام کرد. همچنین وی خلیل طهماسبی (قاتل حاج‌علی رزم‌آرا نخست‌وزیر سابق) از اعضای فدائیان اسلام را دستگیر و اعدام نمود. تیمور در اول مهر ۱۳۳۵ به درجهٔ سرلشکری رسید. در اسفند ۱۳۳۵ به ریاست سازمان تازه‌تأسیس ساواک منصوب شد و از ۱۳۳۶ در کابینه‌های اقبال و شریف‌امامی، معاون نخست‌وزیر و رئیس ساواک بود و در ۱۳۳۸ به درجهٔ سپهبدی ارتقاء یافت.

## برکناری از ساواک و پی‌آمدها
در سال‌های ۱۹۶۱–۱۹۶۳ شاه ایران، دولت ایالات متحده را به دوستی با شوروی، برکناری نخست‌وزیر (علی امینی) و کناره‌گیری از قدرت تهدید می‌کرد. آمریکایی‌ها هم در خفا برای همهٔ سناریوها برنامه داشتند، از جمله این‌که اگر از خط قرمز آن‌ها عبور کرد سرنگونش کنند. در واشینگتن گروهی از نزدیکان کندی به‌رهبری ویلیام داگلاس قاضی دیوان عالی کشور (از حزب دموکرات و دوست خانوادهٔ کندی و دوستدار محمد مصدق) و عضویت رابرت کندی (برادر رئیس‌جمهور و وزیر دادگستری وقت) و جان وایلی (سفیر سابق آمریکا در ایران) برای انتقال قدرت در ایران طرحی به کاخ سفید ارائه کردند تا زمام امور را به شورای سلطنت متشکل از سیاستمداران مورد اعتماد واشینگتن از جمله ناصر قشقایی و علی امینی بسپارند.
در پی مسافرت بختیار به آمریکا در بهمن ۱۳۳۹ او که حامل پیامی از سوی شاه برای کندی بود، بر وحشت شاه از بختیار افزود. در ملاقات بختیار با کندی موضوع گسترش سرسام‌آور فساد در هیئت حاکمهٔ ایران و ناتوانی شاه در ادارهٔ کشور مطرح شد.
اسناد جدید حکایت از آن دارد که بختیار از سال‌های آخر ریاست‌جمهوری آیزنهاور (اواسط سال ۱۹۵۸) در فکر کودتا بوده است. بختیار در سفر به واشینگتن به دولت کندی پیشنهاد سرنگون کردن شاه را داد غافل از آن‌که آمریکایی‌ها خود او را مردی «شیطانی»، «جاه‌طلب» و «به شدت فاسد و خودخواه» و زیادی مستقل می‌دانستند که اگر قدرت را در دست می‌گرفت احتمال داشت ایران را از اردوی غرب خارج و یک کشور بی‌طرف اعلام بکند. معلوم نیست آمریکایی‌ها دربارهٔ بختیار دقیقاً به شاه چه گفتند ولی شاه حدود دو هفته بعد از بازگشت بختیار، او و رؤسای اطلاعات و ستاد ارتش که واشینگتن همهٔ آن‌ها را مانند بختیار فاسد یا ناکارآمد می‌دانست برکنار کرد. آمریکایی‌ها سید محمدولی قرنی را افسری فرصت‌طلب ولی طرفدار غرب می‌دانستند که هرچند از بختیار «ضعیف‌تر» بود، برای کودتا گزینهٔ مناسب‌تری به نظر می‌رسید زیرا برخلاف بختیار شهرت به فساد نداشت و در بین طرفداران مصدق هم «قابل قبول‌تر» بود و در نهادهای نظامی- امنیتی ایران دوستان زیادی داشت. سپهبد حسن علوی‌کیا (قائم‌مقام ساواک)، سرلشکر منصور اردوآبادی (فرمانده ژاندارمری خراسان و پدر نادر طالب‌زاده)، سپهبد عبدالعلی منصورپور، سپهبد مرتضی یزدان‌پناه، سید حسن امامی (امام جمعهٔ تهران) و سید ضیاءالدین طباطبایی هواداران قرنی بودند.
بختیار در اواخر اسفند ۱۳۳۹ از ریاست ساواک برکنار شد.

### پس از برکناری
پس از برکناری بختیار از ریاست ساواک، ساواک بر مجموعهٔ رفتار و فعالیت‌های بختیار نظارت داشت. بختیار آزادانه و بی‌محابا با محافل و نمایندگان سیاسی برخی کشورهای خارجی مقیم تهران ملاقات‌های پرسروصدایی می‌کرد و در این ملاقات‌ها از دولت انتقاد می‌کرد. به دنبال گسترش مخالفت‌های بختیار، علی امینی از شاه خواست با دستگیری و زندانی کردن بختیار موافقت کند. شاه این خواستهٔ امینی را رد کرد و تنها به نخست‌وزیر اجازه داد موجبات تبعید بختیار را از کشور فراهم کند. به‌این‌ترتیب در ۷ بهمن ۱۳۴۰، تیمور بختیار به‌گونه‌ای نه‌چندان محترمانه از ایران تبعید شد.

### تبعید به ژنو
تیمور بختیار تهران را به مقصد رم ترک کرد و مدتی بعد عازم سوئیس و ژنو شد. شاه که از فعالیت‌های بختیار در خارج از کشور اخبار و گزارش‌هایی در اختیار داشت، در مهر ۱۳۴۱ او را بازنشسته کرد و در همان حال اعلام شد که از آن پس او برای زندگی در خارج از کشور می‌تواند صرفاً از گذرنامهٔ عادی استفاده کند. بختیار نیز مخالفت خود را با شاه و حکومت پهلوی علنی کرد.

### تلاش برای ترور شاه
در خرداد ۱۳۴۶ و در جریان سفر شاه به آلمان غربی، پلیس این کشور خودروی بدون سرنشینی حامل ده‌ها کیلوگرم بمب کشف کرد و بختیار متهم شد که در این توطئه دست داشته است؛ البته گزارش‌هایی نیز وجود دارد که این توطئه را ساختگی و سازماندهی‌شده توسط ساواک و سفارت ایران در آلمان می‌داند.
پس از اتفاق آلمان غربی دولت ایران از تمدید گذرنامهٔ بختیار در اروپا خودداری کرد و پرونده‌ای علیه او در دستگاه قضایی ایران تشکیل شد و اموال و دارایی‌های درخور توجه بختیار در داخل کشور مصادره شد. به فاصلهٔ کوتاهی بختیار تلاش برای برقراری ارتباط با مخالفان شاه را آغاز کرد.

### ارتباط با مخالفان شاه
بختیار با استفاده از تماس‌هایی که در زمان ساواک به‌دست آورده بود به برقراریِ ارتباط با مخالفان شاه در اروپا، عراق و لبنان دست زد. با سید روح‌الله خمینی، رضا رادمنش -دبیرکل حزب توده، محمود پناهیان وزیر جنگِ دولتِ فرقهٔ دموکرات آذربایجان، دیدار کرد.

بنا به ادعای هما ناطق، بختیار در انتشار روزنامه نهضت به خمینی کمک می‌کرده است.

### ارتباط با سید موسی صدر و دستگیری در بیروت
بختیار که با سید موسی صدر از زمان ریاست ساواک دوستی داشت شروع به همکاری با او و تردد به لبنان کرد. او بین سال‌های ۱۹۶۵–۱۹۶۷ معادل ۱۳۴۴–۱۳۴۸ هفت مرتبه به لبنان رفت. نفوذ موسی صدر به‌قدری در لبنان زیاد شده بود که وقتی تیمور بختیار در یکی از سفرهای خود در ۲۳ فروردین سال ۱۳۴۷–۱۲ آوریل ۱۹۶۸ (به تصمیم مقامات لبنان و به ظاهر به‌دلیل اسلحه‌ای که در سفرهای قبلی نیز همیشه به‌همراه داشت!) دستگیر شد و به زندان افتاد. حکومت شاه پول هنگفتی در حد چند میلیون دلار را بین مسئولان عموماً رشوه‌خوار لبنانی شامل رئیس‌جمهور - رئیس مجلس و دادستان تقسیم کرد تا بختیار را به‌دست بیاورد و حتی هواپیمایی از ایران برای بردن او فرستادند. دولت ایران رسماً در ۲۳ اردیبهشت ۱۳۴۷ از دولت لبنان خواست بختیار را به ایران تحویل بدهد. به درخواست‌های شاه اعتنایی نشد و در نهایت سید موسی صدر او را از زندان آزاد کرد. این باعث شد شاه عصبانی شده و دستور دهد سفارت ایران در لبنان تعطیل شود و حتی اثاثیهٔ آن حراج شود و رابطهٔ موسی صدر با شاه هم تا چند سال قطع شود. در طول دستگیری جمال عبدالناصر، رئیس‌جمهور وقت مصر، ژنرال دوگُل، رئیس‌جمهور فرانسه و سران برخی از کشورهای عرب منطقه از بختیار حمایت کردند.

### رفتن به عراق
در آستانهٔ پایان مدت اعتبار گذرنامهٔ ایرانی بختیار، کشورهای سوئیس، فرانسه و برخی کشورهای عربی برای اعطای گذرنامه و تابعیت سیاسی به او اعلام آمادگی کردند. ژنرال صالح مهدی عماش از سوی ژنرال احمد حسن البکر، رئیس‌جمهور عراق برای دیدار بختیار به ژنو رفت و پیام داد که دولت عراق با کمال افتخار به ژنرال بختیار گذرنامهٔ سیاسی اعطا کرده و در عراق مورد پذیرایی قرار خواهد گرفت. بختیار که علاقه‌مند بود نزدیک مرزهای ایران باشد پذیرفت و در اردیبهشت ۱۳۴۸ با تشریفات وارد بغداد شد و در قصر سابق نوری سعید ساکن شد.

وی در بغداد تبدیل به آلت دست عراقی‌ها شد و در مناقشه ایران و عراق بر سر اروند رود جانب بغداد را گرفت و حتی بر ادعاهای عراقی‌ها مبنی بر تجزیه ایران صحه می‌گذاشت.

### ضبط اموال و محکومیت به خیانت
دولت ایران در ۲۷ خرداد ۱۳۴۸ لایحهٔ ضبط و مصادرهٔ کلیهٔ اموال و دارایی‌های بختیار را به مجلس سنا ارائه داد و تصویب شد و مجلس شورای ملی در اوایل تیر ۱۳۴۸ آن را تأیید کرد و همان سال، پروندهٔ بختیار به اتهام خیانت به میهن به دادرسی ارتش محول شد. در ۳۱ شهریور ۱۳۴۸ دادگاه عالی شمارهٔ یک دادرسی ارتش غیاباً بختیار را به اعدام محکوم نمود.

### قتل بختیار در عراق توسط ساواک
در ۱۶ مرداد ۱۳۴۹ مأموران ساواک او را در حال شکار در استان دیاله با وجود محافظان عراقی، هدف گلوله قرار دادند. بختیار پس از زخمی شدن در بیمارستان الرشید بغداد بستری شد. ابتدا رو به بهبودی بود، اما به علت عفونت، حال او وخیم شد و در ۲۵ مرداد ۱۳۴۹ درگذشت. در ۷ شهریور ۱۳۴۹ شبانه جنازهٔ او را از سردخانه به نجف منتقل کرده و در رواق حرم علی بن ابی‌طالب به خاک سپردند.

## شخصیت بختیار
حسن علوی‌کیا در مورد او می‌گوید:
«بختیار خصوصیات مردانگی و جوانمردی داشت. یک افسر بسیار شجاع و جسور بود … یک مرد خان‌زاده و لوتی و باگذشت و فوق‌العاده دست و دل باز و وطن‌پرست و جاه‌طلب. برای از بین بردن دشمنش از هیچ چیز مضایقه نمی‌کرد … آدم منطقی و وطن‌پرستی بود … در جلسات بین‌المللی و کنفرانس‌های ۳ جانبه با ترکیه و اسرائیل و ایران … آدم خوشش می‌آمد و خوشحال می‌شد از آن شخصیت و پرستیژ قابل قبول بختیار … تا روزی که سر کار بود نسبت به شاه وفادار و علاقه‌مند به مملکت بود …»